# Partido Federer-Del Potro de Londres 2012

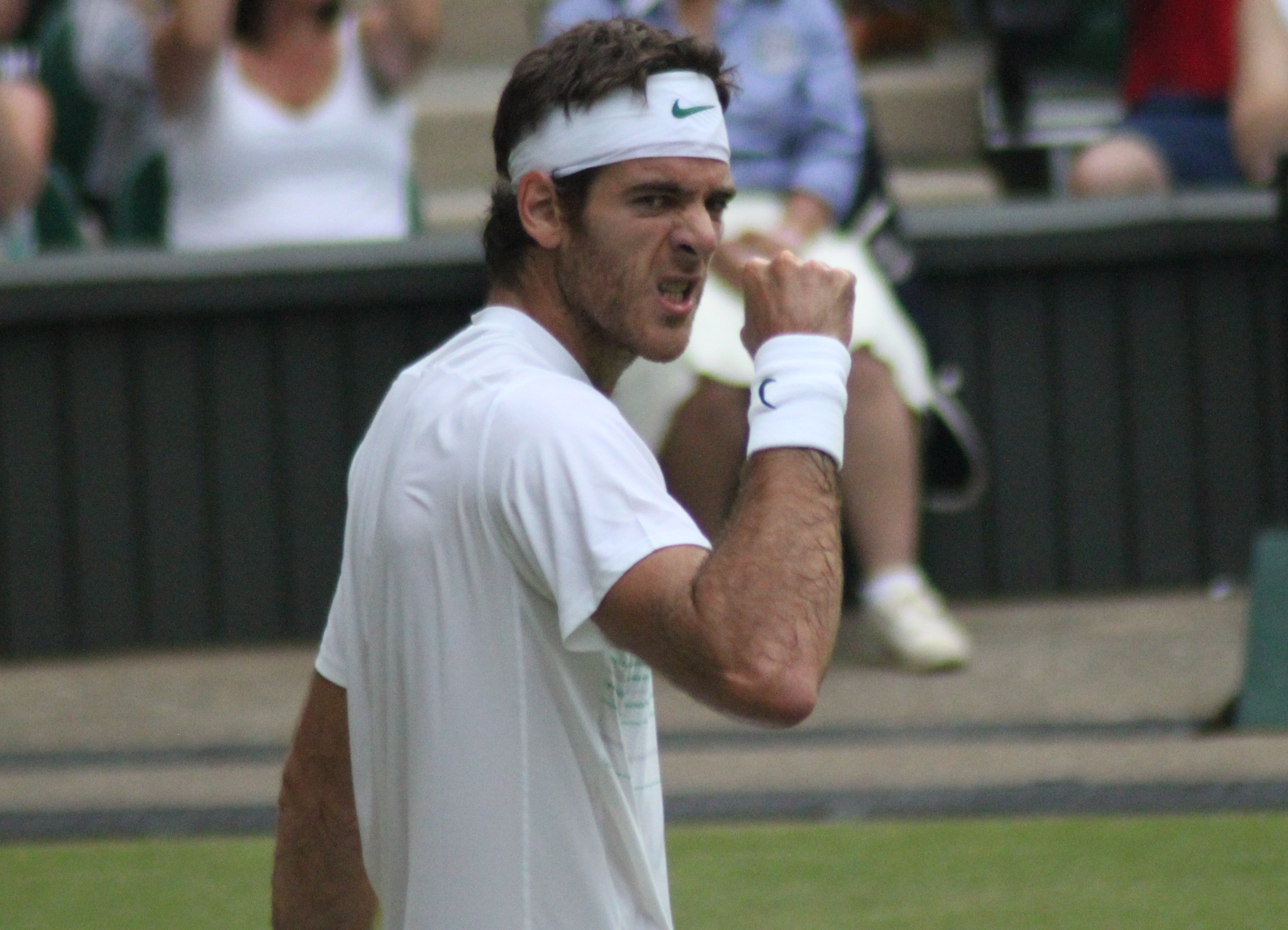
Juan Martín del Potro

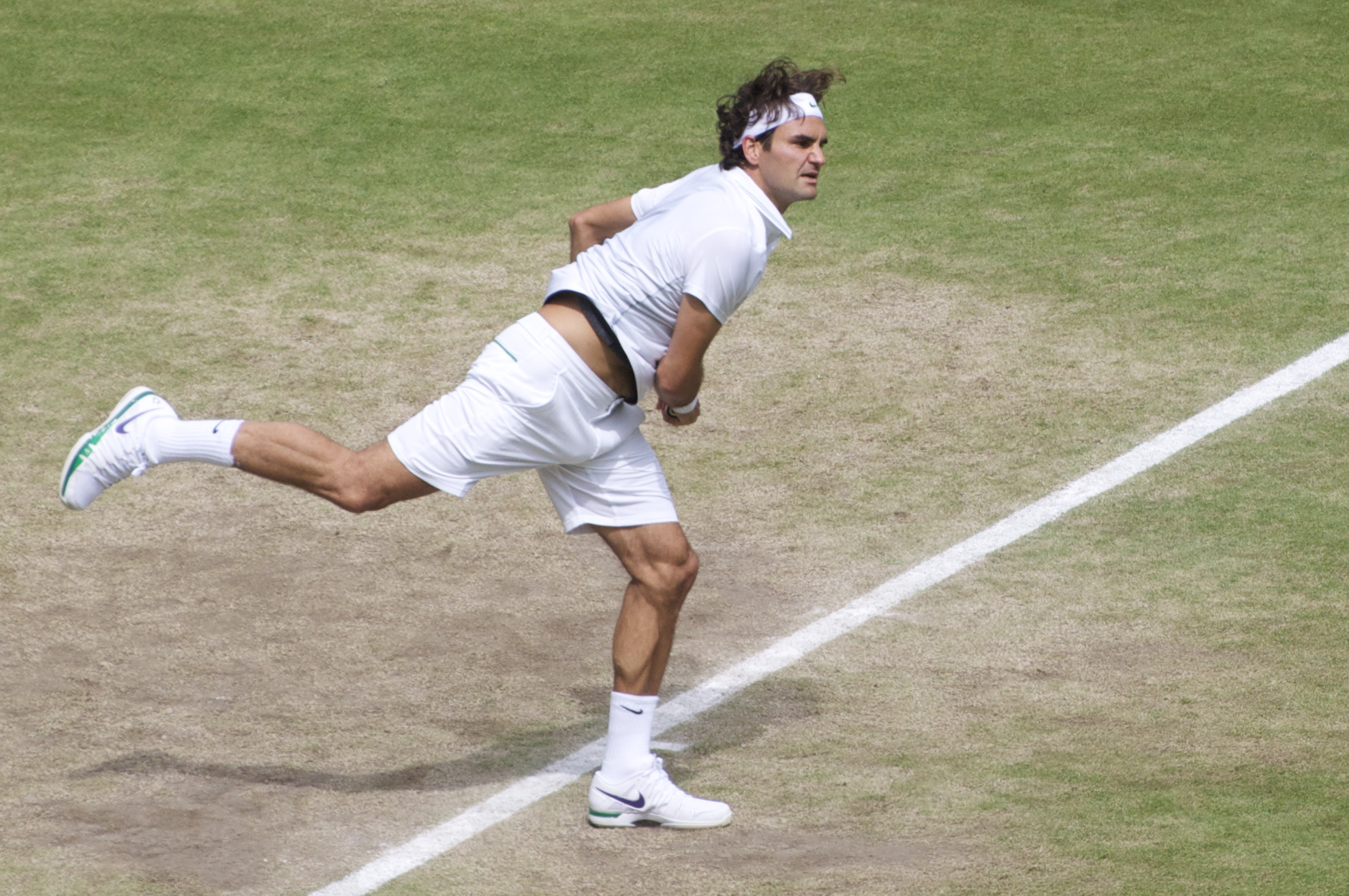
Roger Federer

El 3 de agosto de 2012, el partido que protagonizaron Juan Martín del Potro y Roger Federer por la semifinal de los Juegos de Londres 2012 fue el más largo en la historia de los Juegos Olímpicos en tiempo (4 horas y 26 minutos). Finalmente, el partido se lo llevó Roger Federer por 3-6, 7-6(5), 19-17.

## Antes del partido
Juan Martín del Potro era el octavo cabeza de serie, y llegaba a semifinales tras haber vencido al japonés Kei Nishikori en sets corridos. Mientras que el suizo Roger Federer, era el máximo favorito al torneo, y llegaba a semis tras vencer por 6-4 y 7-6 a John Isner en cuartos de final.

## El partido
El partido se desarrolló en la Cancha Central del All England.
El duelo empezó favorable al argentino, que tras quebrar en el octavo game del primer set, se llevó el parcial por 6-3. En el segundo set, ninguno de los 2 logró quebrarle el servicio a su rival, por lo que el mismo se definió en la muerte súbita, que el helvético se adjudicó por 7-5, y el segundo parcial por 7-6. El tercer set, el más emocionante, sería histórico. Federer quebró el saque de Del Potro recién en el vigésimo game, a lo que el argentino reaccionó y le quebró el servicio al suizo en el vigésimo primero. El partido se siguió alargando hasta el 17-17 donde Del Potro no mantuvo su servicio y Federer confirmó el quiebre para llevarse el set por 19-17 y el duelo por 3-6, 7-6(5) y 19-17, con una duración de 4 horas y 26 minutos, convirtiendo al enfrentamiento en el partido de tenis más largo de la historia de los Juegos Olímpicos y en el partido al mejor de tres sets más largo de la Era Abierta.

### Detalles del tercer set
El último set se vivió con mucha tensión.
| Game 17: Del Potro estaba 0-30 con su servicio. Federer tenía el punto ganado para lograr triple punto de quiebre, pero el tandilense salvó la complicada situación con una palomita. Así, se levantó y terminó llevándose el juego. |

Game 20: A Del Potro le habían quebrado su servicio por primera vez en el partido. Federer sacaba 10-9 para ganar el match. Sin embargo, Delpo se repuso en la adversidad y le quebró al suizo en cero para dejar el partido 10-10.
| Game 29: Del Potro sacaba con el marcador 14-14. Federer se puso 0-40 y ya vislumbraba otro quiebre, pero el argentino consiguió cinco puntos consecutivos para ganar el game y ponerse 15-14. |

Game 35: Con el marcador 17-17, sacaba Del Potro. Federer aprovechó su momento y se puso 0-40 una vez más. Esta vez, el tandilense pudo salvar un solo punto y cedió su servicio.
| Game 36: Federer sacaba para partido. Delpo empezó 0-15, luego 15-30. Pero Roger lo sacó adelante y consiguió su primer punto de partido con 40-30. Del Potro ganó el punto y llegó a iguales. Pero el suizo consiguió la ventaja y definió el partido en su segunda oportunidad. |

## Récords
El partido rompió el récord de partido más largo al mejor de tres sets en la Era Abierta y en los Juegos Olímpicos. Este partido, superó al partido entre el español Rafael Nadal y el serbio Novak Djokovic en el Masters de Madrid 2009, con resultado de 3-6, 7-6(5) y 7-6(9), con cuatro horas y 3 minutos de extensión. La marca anterior de los JJ. OO. había sido apenas tres días antes del duelo, durante el choque entre el francés Jo-Wilfried Tsonga y el canadiense Milos Raonic, que duró 3 horas y 56 minutos, con un marcador definitivo de 6-3, 3-6 y 25-23 a favor del galo.

## Declaraciones tras el partido
Finalizado el partido, Roger Federer declaró:

"Lo que le dije fue muy emotivo; me deseó lo mejor y yo lo mismo a él. Es muy difícil olvidarse de un partido así, espero que demueste lo gran campeón que és". "Nunca lo vi jugar tan bien en hierba —a Del Potro—. Fue un partido fantástico en muchos aspectos". "Estaba para él, después para mí, quiebre para uno, para el otro. Puedo decir que fue una de mis mejores victorias en Wimbledon". "Me sentí muy emocionado al final y ahora tengo chance de medalla de oro"

En cambio, Juan Martín del Potro dijo:

"Cuando perdés, es difícil sacar cosas buenas y menos cuando pasó tan poco del partido. Me cuesta hablar, tengo la mente en blanco, perdí un partido que fue increíble. Fue el segundo partido más importante que juego contra Federer. El otro lo había ganado yo —por la final del US Open 2009—"

## Después del partido
Como ganador, Federer debía enfrentar a Andy Murray en la final por la medalla de oro el 5 de agosto. El suizo, con visibles signos de cansancio, no pudo con Murray, quien terminó ganando por 6-2, 6-1, 6-4. Mientras que, el argentino horas después de haber perdido el partido histórico, debía jugar el dobles mixto con Gisela Dulko. La pareja argentina perdió el partido por los cuartos de final, ante Lisa Raymond y Mike Bryan por 2-6, 5-7. El 5 de agosto, el tandilense debía enfrentarse a Novak Djokovic por el bronce. El argentino, luego de su maratónico partido el día anterior y contra todo pronóstico, venció al serbio por 7-5 y 6-4, adjudicándose el bronce, que significó la primera medalla masculina individual de un tenista para Argentina.